# Apocalypse Dudes
Apocalypse Dudes ist das vierte Studioalbum der norwegischen Punk-’n’-Roll-Band Turbonegro. Es wurde im Jahr 1998 weltweit auf verschiedenen Labels mit teilweise verschiedenen Coverdarstellungen veröffentlicht. Der erste Re-Release dieses Albums war 2003 auf Burning Heart Records. Inzwischen erschien auf edel Entertainment eine Remastered Version, die die zwei Bonustitel Prince of the Rodeo (Single Version) und Suffragette City enthält.
Das Album ist der erste Teil der sogenannten Black Triology, zu der auch die nach der Reunion von Turbonegro erschienenen Studioalben Scandinavian Leather und Party Animals gehören. Alle Alben haben ein Cover mit schwarzem Hintergrund. Apocalypse Dudes wird von vielen Fans als das „Manifest“ der Band bezeichnet.
Vor der Veröffentlichung von Apocalypse Dudes war Turbonegro eine eher unbekannte Band und nur Fans des Punk ’n’ Rolls bekannt. Nachdem das Album erschienen war, stieg der Bekanntheitsgrad der Band enorm an.

## Der Sound
Das Album ist sehr durchdacht aufgebaut, so startet es mit dem relativ langsamen Song The Age of Pamparius und endet mit einer Explosion durch Good Head.
Apocalypse Dudes repräsentiert den eigenen Sound der Band, den Deathpunk, so wie kein anderes. Dass Turbonegro mit diesem Album Neuland betrat, ist offensichtlich dem bis dato noch relativ neuen Gitarristen Euroboy zuzuschreiben, der seit 1996 Mitglied der Band ist.
Jello Biafra, Sänger der Dead Kennedys, wird mit „Das neue Turbonegroalbum ist vielleicht das bedeutendste europäische Album überhaupt.“ („The new Turbonegro record is possibly the most important european record ever.“) zitiert.
Das Plattenlabel Boomba schrieb im April 1998: „Das meine Freunde, ist das nahezu perfekte Album! Exzellente Produktion- ein richtig fetter Sound; eine Menge Energie und exzellente Lieder, die man nicht mehr aus dem Kopf bekommt. Nicht ein 'Durchhänger' in diesen 47 Minuten Spielzeit!! Das ist kein 'Underground-Tipp'!! 'Apocalypse Dudes' zielt auf die Masse ab. Von Punk über Metal zum Mainstream, 'Apocalypse Dudes' bietet jedem etwas.“ („This my friends, is a virtually perfect record! Excellent production- a huge, FAT sound; lots of power and excellent songs that you can't get out of your head. Not one let down through 47 minutes of music!! This is not an underground tip !! 'Apocalypse Dudes' appeals to the masses. From punk to metal to mainstream, 'Apocalypse Dudes' has something for everyone.“)

## Titelliste
1. The Age of Pamparius – 5:59
2. Selfdestructo Bust – 2:55
3. Get It On – 4:08
4. Rock Against Ass – 3:49
5. Don't Say Motherfucker, Motherfucker – 2:10
6. Rendezvous with Anus – 1:59
7. Zillion Dollar Sadist – 3:20
8. Prince of the Rodeo – 3:45
9. Back to Dungaree High – 2:57
10. Are You Ready (for Some Darkness) – 3:35
11. Monkey on Your Back – 2:52
12. Humiliation Street – 5:54
13. Good Head – 4:08
14. Prince of the Rodeo (Single Version)* - 3:43
15. Suffragette City* - 2:52 (David-Bowie-Cover)

Alle Songs von Turbonegro, bis auf Suffragette City (David Bowie).
(*) Nur auf dem Remastered Release 2007 von edel.

## Rezensionen
- Das Moshable Magazine schrieb: „Apocalypse Dudes ist der perfekte Mix aus klassischem 70er US Punk / Rock'n'Roll wie der von The Dictators, The Heartbreakers & The Ramones... Jeder Song auf dieser Scheibe ist verdammt genial“ („Apocalypse Dudes is the perfect mix of classic 70's US punk / rock'n'roll like The Dictators, The Heartbreakers & The Ramones... every tune on this release is fucking brilliant“)

## Besetzung
- Hank von Helvete (Hans Erik Dyvik Husby) – Gesang
- Euroboy (Knut Schreiner) – Gitarre
- Rune Rebellion (Rune Grønn) – Gitarre
- Pål Pot Pamparius (Pål Bottger Kjærnes) – Keyboard und Percussion
- Happy Tom (Thomas Seltzer) – Bass
- Chris Summers (Christer Engen) – Schlagzeug

## Mitwirkende
- Martin Anderson – Fotos
- Oliver Brand – Director
- Christian A. Calmeyer – Engineer
- Rocco Clein – Director
- Dimitri 'from Oslo' Kayiambakis – Artwork
- Marco Finger – Fotos
- Pal Klaastad – Engineer

## Trivia
- Der Song The Age of Pamparius ist der Titelsong der MTV-Serie Wildboyz.
- Auf dem norwegischen Release von Virgin Records wird die Band als Turboneger bezeichnet.
- Auf dem Re-Release von Burning Heart Records sind die Videoclips von Get It On und Are You Ready (For Some Darkness) enthalten. Außerdem ein exklusiver Livemitschnitt von The Age of Pamparius, gefilmt auf dem Quart Festival 2002.
- Anlässlich des zehnten Jubiläums des Albums spielte die Band am 7. August 2008 auf dem Øyafestivalen in Oslo ein Tributegig an sich selbst. Die Setlist bestand ausschließlich aus Stücken von Apocalypse Dudes. Keith Morris und Nick Oliveri waren zwischenzeitlich auch auf der Bühne.